# Jeffrey Aubynn
Isaac Jeffrey Eric Aubynn, född 12 maj 1977 i Göteborg, är en svensk före detta fotbollsspelare som har spelat i Fotbollsallsvenskan i 14 säsonger med fem olika klubbar åren 1998-2012.

## Spelarkarriär
Aubynn spelade i Gunnilse IS ungdomslag när laget vann ungdoms-SM 1995. Han fick lärlingskontrakt med den tyska klubben FC Bayern München men återvände till Sverige för spel i Halmstads BK där han första gången vann Allsvenskan. Senare spelade Aubynn för Aalesunds FK. Från år 2008 till år 2011 spelade han för Malmö FF och vann år 2010 sitt andra SM-guld; 10 år efter det första. Säsongen 2013 spelade han i Gais och efter säsongen valde Aubynn att avsluta sin karriär.

## Tränarkarriär
Den 29 december 2020 presenterades Aubynn som assisterande tränare för Malmö FF:s herrlag. Den 7 december 2022 presenterades Aubynn som ny tränare för Örgryte IS herrlag. Den 3 november 2023 lämnade han klubben.
I december 2023 återvände Aubynn till Malmö FF i en roll som chefsscout.

## Meriter
- Landslagsspelare, Sverige
- Svensk mästare: 2000 (Halmstads BK), 2010 (Malmö FF)
- Lilla silvret: 2002, 2006
- Brons: 2011